# 克瓦戈瑟勒什
克瓦戈瑟勒什，是匈牙利巴兰尼亚州所辖的一个村。总面积18.25平方公里，总人口1288，人口密度70.6人/平方公里（2011年1月1日）。